# كركي ياباني
كركي ياباني (الاسم العلمي:Grus japonensis) (بالإنجليزية: Red-crowned Crane)‏ هو نوع من الطيور يتبع جنس الكركي من الفصيلة الكركية.